# Zuzana Thomová
Zuzana Thomová (*27. července 1966 v Pelhřimově) je česká archeoložka, specialistka na období raného středověku, specialistka na nedestruktivní archeologii, působí zejména v jižních Čechách.

## Život a profesní působení
Zuzana Thomová se narodila v Pelhřimově 27. července 1966. Od dvou let svého věku bydlela v Českých Budějovicích, kde vychodila základní školu a gymnázium. Po maturitě na gymnáziu nebyla z politických důvodů přijata k vysokoškolskému studiu a pracovala čtyři roky v různých dělnických profesích v Českých Budějovicích. Nakonec, po odvolání, byla přijata na Filosofickou fakultu University Karlovy na obor archeologie. Zde se seznámila se svým manželem Jurajem Thomou a po ukončení studia začali společně pracovat v Památkovém ústavu v Českých Budějovicích a od roku 1998 v archeologickém oddělení Jihočeského muzea. Několik let vedla soukromé poradenství v archeologické památkové péči. 

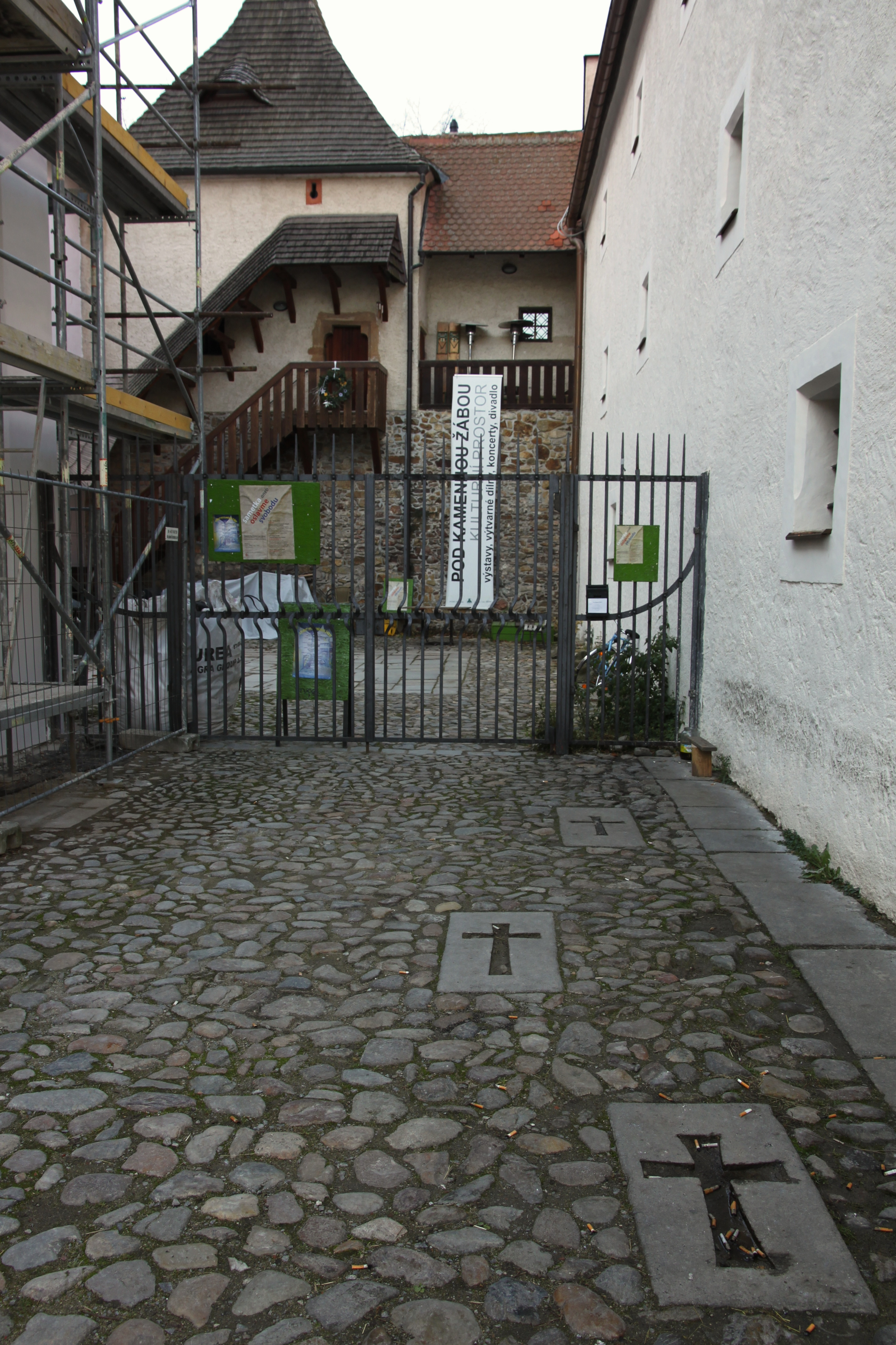
Zaniklý hřbitov u kostela Obětování Panny Marie v Českých Budějovicích

Již od studií se věnuje období středověku a je specialistkou na funerální středověkou a raně novověkou historii, zaměřuje se na nedestruktivní výzkumy a výzkumy ostatků svatých. Hovoří anglicky a španělsky. Titul Ph.D. obhájila disertační prací Archeologické prameny k pohřbívání ve městě České Budějovice od založení do novověku na Filosofické fakultě Jihočeské univerzity v roce 2023. Předmětem diplomové práce byly dva zaniklé středověké a raně novověké hřbitovy na území města – u kostela sv. Mikuláše a u kostela Obětování Panny Marie, kde osobně prováděla velký archeologický výzkum. Publikuje v odborných periodikách a sbornících. Žije v Českých Budějovicích.

### Ocenění
- 2021 – medaile biskupa Antonína Podlahy od Arcibiskupství pražského za dlouholetou práci v oblasti archeologického výzkumu významných sakrálních objektů.

### Dílo - výběrově
- Archeologové odkrývají bývalý hřbitov u katedrály: Zuzana Thomová říká, že jde o poslední rozsáhlé vykopávky v centru Budějovic. In: Mladá fronta Dnes - Jihočeské vydání. Praha : MaFra, 2005, 16(179), s. Jižní Čechy Dnes : [příloha], s. C/1 : il..

- In.: Katedrála sv. Mikuláše v Českých Budějovicích. Druhé, upravené vydání. České Budějovice: Národní památkový ústav, územní odborné pracoviště v Českých Budějovicích, 2015. 287 stran. ISBN 978-80-85033-58-8

- Bošilecký poklad. České Budějovice: Jihočeská univerzita v Českých Budějovicích ve spolupráci s Jihočeským muzeem v Českých Budějovicích, 2016. 175 stran. ISBN 978-80-7394-574-9
- In.: Sv. Auracián v českobudějovické katedrále. České Budějovice: Děkanství u sv. Mikuláše, 2015. 22 stran.
- 100 zajímavostí ze starých Českých Budějovic. Plzeň: Starý most, 2019. 143 stran. ISBN 978-80-7640-006-1
- Antropologický rozbor kosterních pozůstatků z relikviáře Jindřicha Libraria v Českých Budějovicích. In: Sborník z konference Blahoslavený Jindřich Librarius O. P. a jeho význam pro současnost. Zlín : Academia Economia, 2020, s. 175-183.